# Thrixspermum hiepii
Thrixspermum hiepii är en orkidéart som beskrevs av Leonid Vladimirovitj Averjanov och Averyanova. Thrixspermum hiepii ingår i släktet Thrixspermum och familjen orkidéer.
Artens utbredningsområde är Vietnam. Inga underarter finns listade i Catalogue of Life.